# 中国民主同盟北京市委员会
中国民主同盟北京市委员会，简称民盟北京市委，是中国民主同盟在北京市的地方组织。

## 历届委员会

### 第十二届
- 任期：2017年7月－
- 主任委员：程红
- 副主任委员：刘玉芳、张来斌、宋慰祖、何福胜、李成贵、汪鹏飞、鲁安怀、刘学俊、张振军（专职）